# Шафик Аминев-Тамьяни
Шафик Аминев-Тамьяни (настоящее имя — Аминев Шафик Аминевич, баш. Шафиҡ Әминев-Тамъяни, 1858—1936) — башкирский поэт, сэсэн-импровизатор.

## Биография
Родился в 1858 году в деревне Абдулгазино Верхнеуральского уезда Оренбургской губернии (ныне Абзелиловского района Башкортостана). Его отец отправил сына на учебу в город Троицк в Медресе «Расулия».
Владел тюрки, арабским и персидским языками. Большую часть жизни провёл в родной деревне, занимаясь ремёслами.
Летом обучал казахских детей, сам обеспечивал себя всем необходимым. После смерти родителей он возвращается домой и ухаживает за своими младшими братьями..
В годы коллективизации был причислен к кулакам, все имущество у него было отобрано. Односельчанам, уважавшим муллу за справедливость, за ум и образованность, удалось отстоять земляка от высылки в Сибирь. А его стихи, собранные в мешок, родные тайком спрятали на чердаке своего дома.
Вошёл в историю башкирской литературы как поэт-импровизатор, сэсэн и продолжатель традиций М.Акмуллы. Его псевдоним Тамьяни взят из названия башкирского племени Тамьян. Он является автором поэтических циклов «Жизнь человека», «Урал».
Наряду с Акмуллой, Зайнуллой-ишаном, тот же Шафик Аминев-Тамьяни являлся крупным толкователем Корана и религиозных канонов, но и одновременно они все были философами, просветителями, осознающими необходимость и важность изучения светских наук.
Скончался в 1931 году (по др. данным, 1936). Похоронен в д. Янаулово Абзелиловского района Башкирской АССР.

## Память
- В Абзелиловском районе Республики Башкортостан ежегодно проводятся состязания сэсэнов имени Шафика Аминева-Тамьяни.
- В селе Аскарово Абзелиловского района его именем названа улица.